# Symphoniker Hamburg
Die Symphoniker Hamburg sind ein Sinfonieorchester in Hamburg. Sie sind das Residenzorchester der Laeiszhalle Hamburg (Hamburger Musikhalle). Der Chefdirigent des Orchesters ist Sylvain Cambreling. Daniel Kühnel ist der Intendant.

## Beschreibung
Die Symphoniker Hamburg geben regelmäßig Sinfonie-, Kinder-, Kammer- und Filmkonzerte in der Laeiszhalle Hamburg sowie Opern und Ballette in der Staatsoper Hamburg und Werkstattkonzerte in der Hochschule für Musik und Theater Hamburg. Internationale Anerkennung erhielt das Orchester durch Tourneen in Länder wie Japan, USA, Großbritannien, Italien, Frankreich, Spanien, Skandinavien, Türkei, Polen, Ukraine, Vereinigte Arabische Emirate und China. Die beliebten Open-Air-Konzerte im Innenhof des Hamburger Rathauses sind immer ausverkauft.
Seit 2018 veranstalten die Symphoniker Hamburg Ende Juni das Martha Argerich Festival in der Laeiszhalle, zu dem bislang Künstler wie Thomas Hampson, Mischa Maisky, Khatia Buniatishvili, Daniel Barenboim und Anne-Sophie Mutter kamen.
Bedeutende Gastdirigenten waren Charles Mackerras, Christian Thielemann, Peter Ruzicka, Horst Stein, Ralf Weikert, Sebastian Weigle, Ion Marin und Charles Dutoit. Einige der namhaftesten Solisten, wie Martha Argerich, Daniel Barenboim, Christian Tetzlaff, Elisabeth Leonskaja, Frank Peter Zimmermann, Edita Gruberová, Plácido Domingo und Grace Bumbry, traten mit dem Orchester auf. 
In der Saison 2019/2020 war der Cellist Andrei Ioniță der Artist in Residence des Orchesters. 2011/2012 war es der Geiger Guy Braunstein, in der Saison 2012/2013 waren es die Brüder Markus und Simon Stockhausen.
Ein wichtiger ästhetischer Ansatz der Symphoniker Hamburg zielt auf eine Erweiterung des Konzerterlebnisses durch die Etablierung eines fruchtbaren Austausches mit anderen Künsten und die Einbindung von Theater, Film-, Video- und Lichtkunst in das Konzertgeschehen. Das Orchester gehörte weltweit zu den ersten, die live im Internet gestreamt haben. Vom 24. März 2020 an fanden 50 tägliche Livestreams während des ersten Lockdowns der Corona-Pandemie 2020 statt.

## Geschichte
Die Symphoniker Hamburg wurden 1957 durch Ernst Marcus gegründet. Der erste Chefdirigent war Robert Heger. Ständiger Gastdirigent des Orchesters wurde István Kertész. Seit Januar 2010 ist das Orchester offiziell als A-Orchester anerkannt. Seit 2017 sind die Symphoniker Hamburg das Residenzorchester der Laeiszhalle und tragen den Namen »Symphoniker Hamburg – Laeiszhalle Orchester«.

## Chefdirigenten
- Robert Heger (1957–61)
- Gábor Ötvös (1961–67)
- Wilfried Boettcher (1967–71)
- Heribert Beissel (1971–86)
- Carlos Kalmar (1987–92)
- Miguel Gómez Martínez (1992–99)
- Yoav Talmi (1999–2004)
- Andrey Boreyko (2004–2009)
- Jeffrey Tate (2009–2017)
- Sylvain Cambreling (ab 2018)